# چاپین (آیووا)
چاپین (به انگلیسی: Chapin) شهری در ایالت آیووا کشور ایالات متحده آمریکا است که جمعیت آن در سرشماری سال ۲۰۱۰ میلادی، ۸۷ نفر بوده‌است.